# Artères centrales postéro-médiales
 (avril 2025).
Si vous disposez d'ouvrages ou d'articles de référence ou si vous connaissez des sites web de qualité traitant du thème abordé ici, merci de compléter l'article en donnant les références utiles à sa vérifiabilité et en les liant à la section « Notes et références ».
Les artères centrales postéro-médiales (ou arteriae centrales posteromediales (en TA) ) sont des branches artérielles du système cérébral participant à la vascularisation de structures profondes du cerveau. Elles font partie des rameaux perforants issus de l'artère communicante postérieure et de l'artère cérébrale, et jouent un rôle clé dans l'irrigation du diencéphale et du mésencéphale.

## Anatomie

### Origine et trajet

#### Origine
Ces artères naissent principalement :
- Du segment pré-communicant de l'artère cérébrale postérieure (avant son anastomose avec l'artère communicante postérieure).
- Directement de l'artère communicante postérieure, notamment pour les rameaux destinés au chiasma optique et au tuber cinereum.

#### Trajet
Elles traversent la substance perforée postérieure (une région criblée de petits orifices vasculaires à la base du cerveau) pour atteindre leurs zones cibles;

### Zones vascularisées
Les artères centrales postéro-médiales irriguent :
1. Les corps mamillaires (structures impliquées dans la mémoire).
2. L'hypothalamus (régulateur hormonal et autonome).
3. Le bras postérieur de la capsule interne (voie de transmission motrice et sensitive.
4. Le tiers antéro-inférieur du thalamus (relais sensoriel);
5. Les tractus optiques et le tuber cinereum (lié à la régulation thermique).

## Importance clinique

### Pathologies associées
Une occlusion de ces artères (par exemple, lors d'un accident vasculaire cérébral) peut entraîner :
- Syndrome thalamique : Troubles sensitifs controlatéraux (douleur, température) et hémianopsie[réf. nécessaire].
- Atteinte de la capsule interne : Déficit moteur ou sensitif unilatéral[réf. nécessaire].
- Syndrome de Weber : Paralysie oculomotrice et hémiparésie controlatérale en cas d'atteinte du mésencéphale[réf. nécessaire].

### Exploration médicale
Ces artères sont visualisées en angiographie cérébrale, notamment pour diagnostiquer des anomalies comme les anévrismes ou les sténoses.

## Histoire
La description détaillée de ces artères revient aux neurologues français Charles Foix et Pierre Hillemand dans les années 1920, qui les ont associées aux syndromes vasculaires du thalamus. Leur ancienne dénomination, artères optiques internes de Duret, fait référence aux travaux d'Hugo Duret sur la vascularisation cérébrale